# Konstantin Tih
Konstantin Tih (ook Konstantin of Constantijn Tich, Bulgaars: Константин Тих Асен) (?-1277) was van 1257 tot 1277 tsaar van Bulgarije.

## Leven
Ivan Asen II was een klein- of achterkleinzoon van Tihomir, de broer van de Servische vorst Stefan Nemanja. Hij huwde met Irene, een dochter van keizer Theodoros II Laskaris en de Bulgaarse prinses Irene. Omdat Irene een dochter was van de vroegere tsaar Ivan Asen II, maakte Konstantin in 1256 aanspraak op de Bulgaarse troon nadat tsaar Mihail II Asen door ontevreden bojaren was vermoord. Er werd echter gekozen voor Mico Asen.
De onbekwame Mico Asen werd binnen het jaar afgezet door de bojaren en vervangen door Konstantin Tih. In ruil voor de steun van de bojaren gaf hij hun allerlei voordelen. Zo werd Jakov Svetoslav aangesteld als despoot van Vidin. In 1264 raakte Konstantin verlamd na een val van zijn paard en het bestuur werd nog meer dan voorheen waargenomen door zijn echtgenote Irene. Zij voerde een anti-Byzantijns beleid tegen keizer Michaël VIII. Die had immers de ogen laten uitsteken van de keizer van Nicea, Johannes IV Laskaris, de broer van Irene. Na de dood van Irene in 1268 sloot Konstantin vrede met Michaël VIII en hertrouwde het jaar erop met Maria, een nicht van de keizer. Maria deed er alles aan om haar zoon Mihail, geboren in 1270, op de Bulgaarse troon te krijgen. In 1272 werd hij op tweejarige leeftijd tot medetsaar aangesteld en Maria liet Jakov Svetoslav, die ze zag als een concurrent voor de kroon, vergiftigen.
In 1277 werd Konstantin Tih gedood door de opstandeling Ivajlo. Om aan de macht te blijven huwde Konstantins weduwe Maria met Ivajlo.

## Reputatie
Konstantin Tih verloor gebied aan Hongarije en het Keizerrijk Nicea. Verder was hij lange tijd in oorlog met Byzantium en zowel Bulgarije en Byzantium speelden hierbij de Mongolen van de Gouden Horde tegen elkaar uit. Toch bracht hij enige stabiliteit in het rijk dankzij zijn lange regeerperiode.
Konstantin Tih en zijn eerste vrouw Irene zijn een van de bekendste tsarenparen van Bulgarije door hun portret op de muren van de kerk van Bojana bij Sofia, een hoogtepunt in de Byzantijnse schilderkunst in Bulgarije.

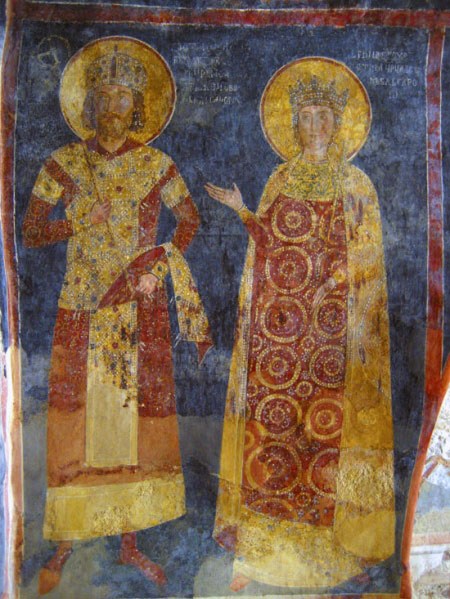
Konstantin en Irene, fresco in de kerk van Bojana